# 川鄂紫菀
川鄂紫菀（学名：Aster moupinsensis）为菊科紫菀属的植物，是中国的特有植物。分布于中国大陆的湖北、四川等地，生长于海拔100米至150米的地区，多生长于沙地、草坡、河滩和岩石上，目前尚未由人工引种栽培。